# 総社中継局
総社中継局（そうじゃちゅうけいきょく）は岡山県総社市の伊與部山にあるアナログテレビジョン放送の重要中継局である。

## 放送区域
この中継局の電波法に定める放送区域（3 mV/m）は岡山県総社市、倉敷市及び岡山市(北区)の各一部。具体的には西は総社市久代地区の総社西小付近まで、東は岡山市足守地区中心部や高松地区平山まで、南は倉敷市真備地区辻田、川辺のいずれも平野部にあたる。ただし、この中継局から山陰になる足守駅一帯は放送区域には入っていない。
この中継局がカバーする総社市平野部のほぼ全域では金甲山送信所（岡山本局）も同じく放送区域としており、双方とも受信が可能である。総社局は出力が小さいが設置場所が総社市内であるため距離が近く、金甲山は設置場所が岡山市南区・玉野市境であるため距離が遠いが出力が大きい。

## 歴史

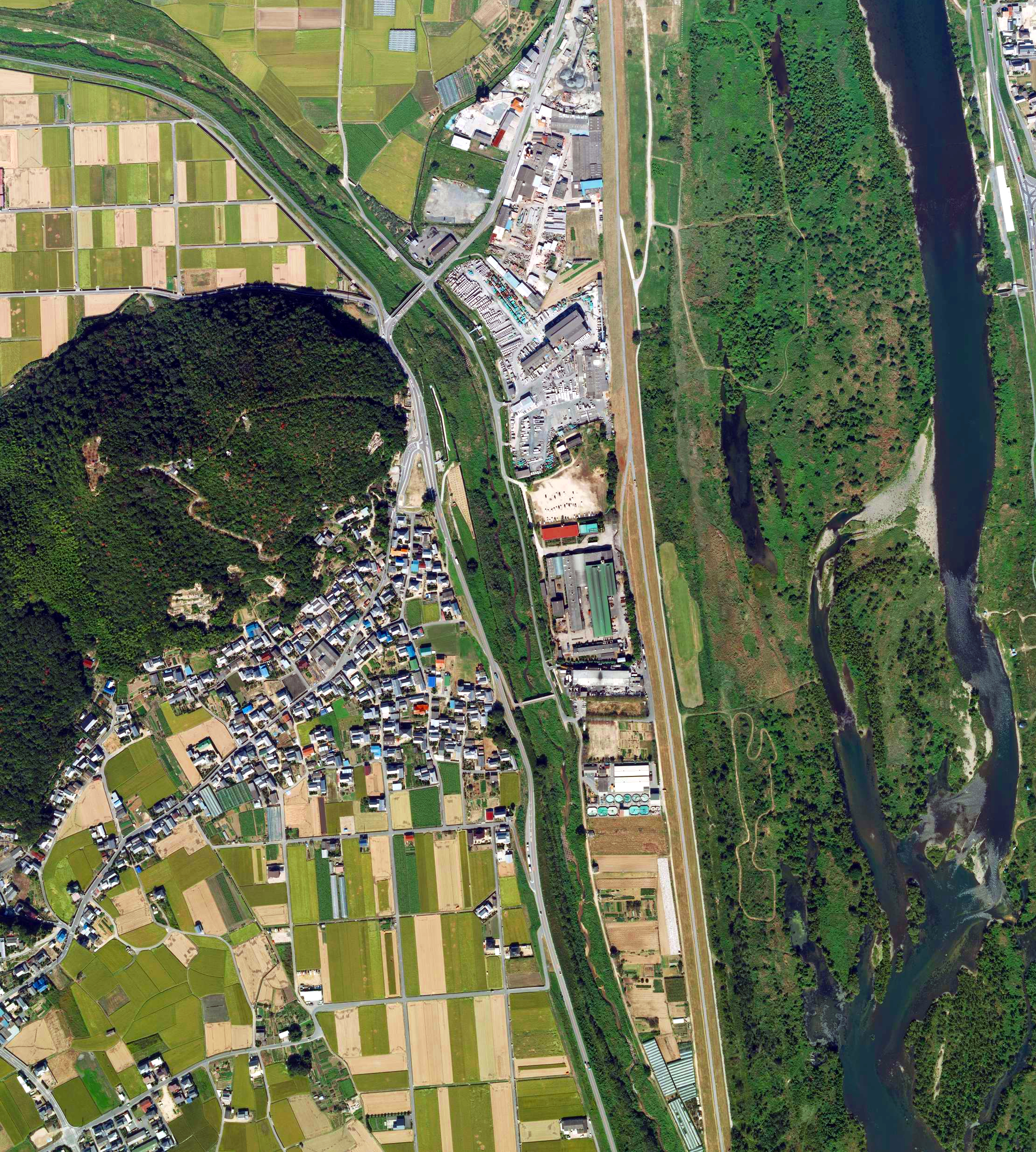
岡山県総社市下原の航空写真（2007年10月10日撮影）。中央左に見えるのが伊與部山

- 1977年（昭和52年）12月20日 - NHK岡山放送局総合テレビジョン総社中継局および教育テレビジョン総社中継局開局[1]。
- 1986年（昭和61年）12月4日 - RNC西日本放送総社中継局開局。
- 2004年（平成16年）8月15日 - アナアナ変換対策開始に伴い新アナログチャンネル放送開始。
- 2005年（平成17年）4月18日 - アナアナ変換に関わる旧アナログチャンネル停波。
- 2010年（平成22年）12月 - 全局地上デジタルテレビジョン放送開始。
- 2011年（平成23年）7月24日 - デジタル放送完全移行に伴いアナログ放送停波。

### アナアナ変換
この中継局もデジタル放送開始にあわせて全国的に行われた現行アナログチャンネルの移行、いわゆる「アナアナ変換」の対象となった。2004年10月より対策を開始、翌年2005年4月18日に旧チャンネルを停波し新チャンネルに移行した。対象となったアナログチャンネルはNHK総合（46ch+→58ch）、NHK教育（48ch+→55ch）、RNC西日本放送（21ch+→62ch-）及びTSCテレビせとうち（31ch→60ch）の4波。対策世帯は総社市（旧）、岡山市（旧）、倉敷市（旧）、真備町（現倉敷市）、船穂町（現倉敷市）、清音村（現総社市）及び山手村（現総社市）の各一部、約8600世帯。このうち岡山北局等のチャンネル変更に関連する受信対策（受信局変更、共同受信施設接続）で同年8月15日から対策を開始していた世帯は230世帯。
停波した旧アナログチャンネルのうち21chは岡山金甲山親局や周辺大規模中継局でRSK山陽放送のデジタルチャンネルとして使用されている。

### 地上デジタル放送
この中継局のデジタル化は2010年12月であった。
地上デジタルテレビ放送は金甲山送信所が2006年12月1日から開始しており、そこを受信する世帯やアンテナの向きを調整して金甲山を受信すれば視聴が可能である。総社局のデジタル放送は2010年12月に開局であるため、そこを受信する世帯が地上デシタル放送が視聴可能になるのはそれ以後になる。ただし、主として総社局を受信している世帯でも、UHFアンテナの1つが金甲山に向けられていたり、そうでなくともアンテナの向きによっては総社局にアンテナを向けたままでも金甲山の電波が入る場合もある。

## 施設
中継局は総社市と倉敷市の境に位置する伊與部山（標高107m）の東側ピークに存在する。

## 地上デジタルテレビジョン放送送信設備
| リモコンキーID                                            | 放送局名          | 物理チャンネル | 空中線電力 | ERP | 放送対象地域   | 放送区域内世帯数 |
| --------------------------------------------------------- | ----------------- | -------------- | ---------- | --- | -------------- | ---------------- |
| 1                                                         | NHK岡山総合テレビ | 32ch           | 1 W        | - W | 岡山県         | 約-世帯          |
| 2                                                         | NHK岡山教育テレビ | 45ch           | 1 W        | - W | 全国           | 約-世帯          |
| 4                                                         | RNC西日本放送     | 15ch           | 1 W        | - W | 岡山県・香川県 | 約-世帯          |
| 5                                                         | KSB瀬戸内海放送   | 17ch           | 1 W        | - W | 岡山県・香川県 | 約-世帯          |
| 6                                                         | RSK山陽放送       | 19ch           | 1 W        | - W | 岡山県・香川県 | 約-世帯          |
| 7                                                         | TSCテレビせとうち | 14ch           | 1 W        | - W | 岡山県・香川県 | 約-世帯          |
| 8                                                         | OHK岡山放送       | 16ch           | 1 W        | - W | 岡山県・香川県 | 約-世帯          |
| - ※全局局名は総社局 - ※中継局であるためコールサインは無い |                   |                |            |     |                |                  |

## 地上アナログテレビジョン放送送信設備
| チャンネル | 放送局名          | 空中線電力             | ERP                | 放送対象地域   | 放送区域内世帯数 |
| --- | ----------------- | ---------------------- | ------------------ | -------------- | ---------------- |
| 38- | RSK山陽放送       | - 映像10 W - 音声2.5 W | 映像130 W/音声31 W | 岡山県・香川県 | 4万9963世帯      |
| 41- | OHK岡山放送       | - 映像10 W - 音声2.5 W | 映像130 W/音声32 W | 岡山県・香川県 | 4万9963世帯      |
| 43 | KSB瀬戸内海放送   | - 映像10 W - 音声2.5 W | 映像130 W/音声33 W | 岡山県・香川県 | 4万9963世帯      |
| 55 | NHK岡山教育テレビ | - 映像10 W - 音声2.5 W | 映像130 W/音声33 W | 全国           | 4万9963世帯      |
| 58 | NHK岡山総合テレビ | - 映像10 W - 音声2.5 W | 映像130 W/音声33 W | 岡山県         | 4万9963世帯      |
| 60 | TSCテレビせとうち | - 映像10 W - 音声2.5 W | 映像135 W/音声34 W | 岡山県・香川県 | 4万9963世帯      |
| 62- | RNC西日本放送     | - 映像10 W - 音声2.5 W | 映像135 W/音声34 W | 岡山県・香川県 | 4万9963世帯      |
| - ※全局局名は総社局 - ※全局に指向性あり - ※中継局であるためコールサインは無い - ※38ch、41ch、62chはオフセット-10 kHz局 |                   |                        |                    |                |                  |